# Wolfgang Kühne (Schauspieler, 1953)
Wolfgang Kühne (* 29. Dezember 1953 in Riesa; † 14. März 2008 in Berlin) war ein deutscher Synchronsprecher, Schauspieler, Drehbuchautor und Dozent.

## Leben
Kühne besuchte eine Spezialschule physikalisch-technischer Richtung, welche er 1972 mit Abitur und Facharbeiter als Stahlwerker abschloss. Darauf studierte er bis 1975 an der Schauspielschule Rostock, was ihm danach eine Tätigkeit an der Vorpommerschen Landesbühne Anklam bis 1976 und am Theater der Altmark bis 1977 ermöglichte.
Von 1977 bis 1980 leistete Kühne seinen Wehrdienst ab, während er 1979 kurzzeitig aus politischen Gründen festgenommen wurde. In den folgenden vier Jahren arbeitete er freiberuflich in Ostberlin am Theater, beim Kabarett, bei Radio und Fernsehen und als Synchronsprecher. 
1984 siedelte er in die Bundesrepublik Deutschland über, wo er als freiberuflicher Schauspieler, Drehbuchautor, Regisseur und Dozent tätig war. 2002 gründete Kühne die Werbe- und Beratungsfirma DerGuteTon.de.

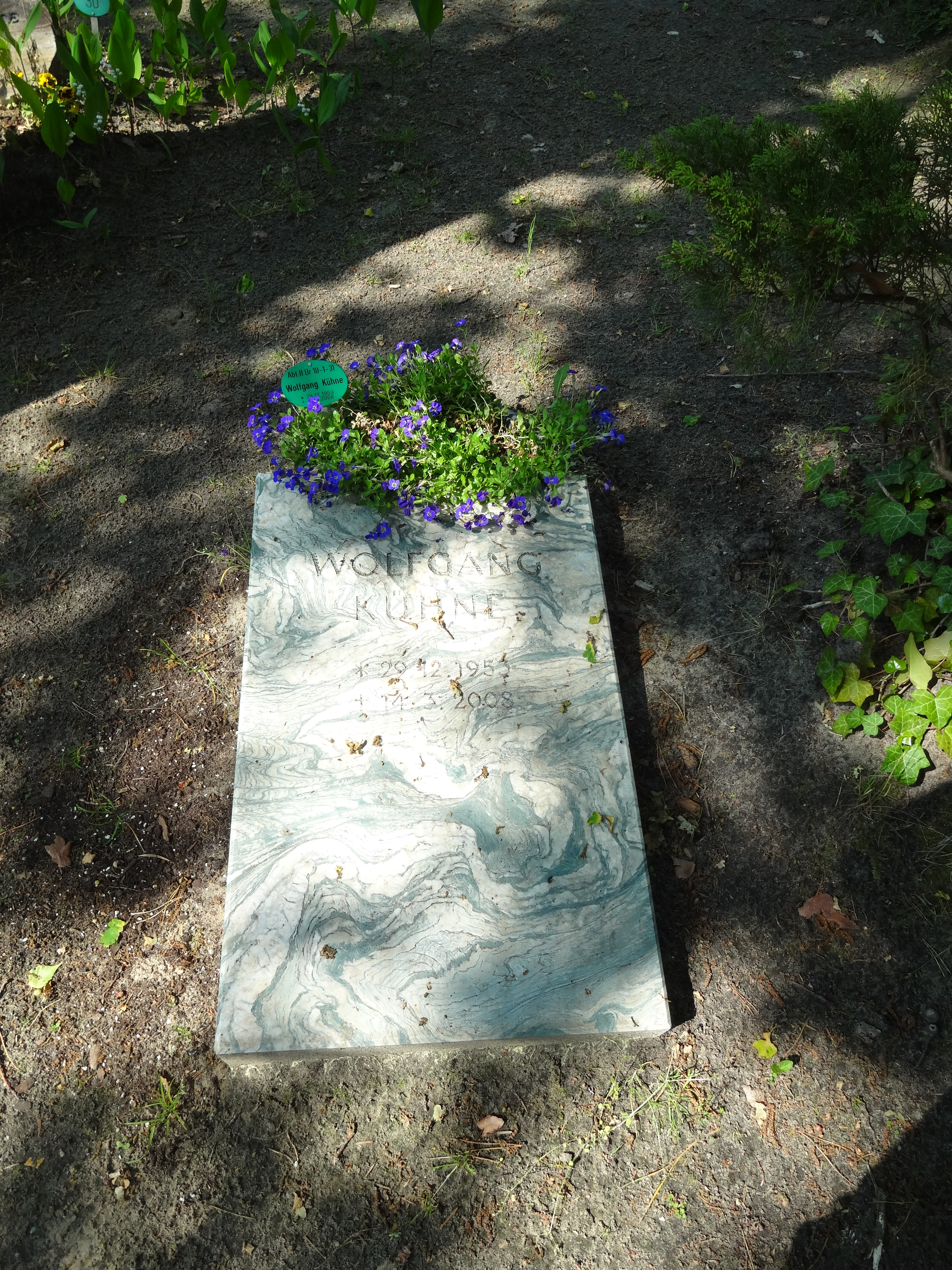
Grab von Wolfgang Kühne auf dem Friedhof Heerstraße in Berlin-Westend

Wolfgang Kühne starb am 14. März 2008 im Alter von 54 Jahren in Berlin an den Folgen eines Herzinfarktes. Die Trauerfeier fand am 25. April 2008 in der Kapelle des landeseigenen Friedhofs Heerstraße in Berlin-Westend statt. Anschließend erfolgte die Beisetzung der Urne auf dem Friedhof.

## Werke

### Als Schauspieler im Fernsehen
- 1976: Lasset die Kindlein…
- 1981: Polizeiruf 110: Trüffeljagd
- 1984: Ach du meine Liebe
- 1985: Außenseiter
- 1987: Einzug ins Paradies (Fernsehserie, Folge Der zweite Tag)
- 1990–1998: Liebling Kreuzberg (Fernsehserie, verschiedene Rollen, 4 Folgen)
- 1993–1996: Immer wieder Sonntag (Fernsehserie, 10 Folgen)
- 1995: Ein Fall für zwei (Fernsehserie, 2 Folgen)
- 1996: Unser Lehrer Doktor Specht (Fernsehserie, 5 Folgen)
- 1998: Wolffs Revier (Fernsehserie, Folge Im Visier)
- 1999: Der Landarzt (Fernsehserie, Folge In barer Münze)
- 2000: Balko (Fernsehserie, Folge Der Chef sieht rot)
- 2001: In aller Freundschaft (Fernsehserie, Folge Der Traum vom Glück)

### Als Schauspieler im Kino
- 1976: Trini
- 1983: Der Aufenthalt
- 1984: Isabel auf der Treppe
- 1985: Der Doppelgänger
- 1988: Der Commander
- 1996: Harald

### Als Synchronsprecher (Auswahl)
- Mufasa in Der König der Löwen und Der König der Löwen 2
- Wolf in Shrek – Der tollkühne Held, Shrek 2 und Shrek der Dritte
- Razoul in Aladdin und Aladdin und der König der Diebe, Jago der Papagei (Kurzserie) 1995 sowie in der TV-Serie Aladdin
- Kater Karlo in Goofy – Der Film, sowie in der TV-Serie Goofy & Max
- Tigger und I-Ah in der TV-Serie Neue Abenteuer mit Winnie Puuh
- König Augustus in der TV-Serie Arielle, die Meerjungfrau  in der Folge 'Das ideale Paar'.
- Brock in Spellbinder – Ein teuflischer Plan
- Rugor Nass in Star Wars: Episode I – Die dunkle Bedrohung
- G. B. Wolf in dem Videospiel Toonstruck
- Frankensteins Monster in Roger Cormans Frankenstein (1990)

## Hörspiele
- 1983: Wolfgang David: Furcht vor Amseln (Schlegel) – Regie: Manfred Täubert (Kinderhörspiel – Rundfunk der DDR)
- 1984: Oscar Wilde: Der Fischer und seine Seele – Regie: Barbara Plensat (Hörspiel – Rundfunk der DDR)
- 1984: Brigitte Hänel: Erläutern Sie die Herstellung eines Sudes Vollbier – Regie: Horst Liepach (Hörspiel – Rundfunk der DDR)
- 2005: Star Wars – Die dunkle Bedrohung: Episode I: Original-Hörspiel zum Film, UNIVERSAL MUSIC, ISBN 9783899459319